# Pioche

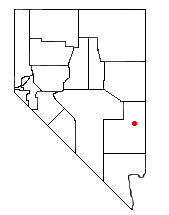
Pioche

Pioche – siedziba władz hrabstwa Lincoln w stanie Nevada. Ok. 700 mieszkańców.

## Historia
Pierwsza osada powstała w 1864 roku, po otwarciu kopalni srebra. Szybko jednak ją opuszczono z powodu wrogo nastawionych Indian. Reorganizacja nastąpiła w 1868. Rok później François Louis Alfred Pioche kupił miasto. We wczesnych latach siedemdziesiątych XIX wieku stało się jednym z najważniejszych ośrodków górniczych w Nevadzie. Nazwane zostało na cześć François Pioche. Miasto miało reputację jednego z najniebezpieczniejszych na Dzikim Zachodzie. Miejscowe legendy opowiadają o 75 mężczyznach zabitych podczas strzelaniny. Unieśmiertelnia to Boot Hill (żargonowo: cmentarz) będący punktem orientacyjnym Pioche.

## Turystyka
Pioche znane z Sądu Za Milion Dolarów. Naprawdę wydano na niego 88 tys. dolarów. Sfinansowany i zrefinansowany obligacjami wartymi milion. Obecnie jest siedzibą biur administracyjnych i najstarszej szkoły podstawowej w Nevadzie.
W mieście znajduje się linia tramwajowa zbudowana przez François Pioche.
Podczas Labor Day (federalnego dnia wolnego od pracy) turyści mogą uczestniczyć w rozmaitych imprezach. Innymi atrakcjami są parki historyczne i kopalnie.